# Jeserik Pinto
Jeserik Andreína Pinto Sequera (21 de marzo de 1990) es una nadadora olímpica  venezolana. Abogada, ocho veces mundialista, recordista nacional, campeona suramericana, finalista panamericana. Esta reconocida atleta es además creadora de su marca de ropa deportiva y trajes de baño, la cual lleva el nombre de JP by Jese Pinto en la que trabaja hace más de 5 años ; ha logrado posicionar la marca cada año en todo el territorio nacional y ha llegado a varios rincones del mundo .[cita requerida]